# Leopoldo Jiménez
Leopoldo Rafael Jiménez González, plus couramment appelé Leopoldo Jiménez, né le 22 mai 1978 à Caracas au Venezuela, est un footballeur international vénézuélien.

## Biographie

### Équipe nationale
Leopoldo Jiménez est convoqué pour la première fois en sélection le 30 mars 1999 lors d'un match amical contre la Colombie (0-0). 
Il dispute trois Copa América : en 1999, 2001 et 2004. Il joue également 25 matchs comptant pour les éliminatoires de la coupe du monde, lors des éditions 2002 et 2006.
Au total il compte 64 sélections en équipe du Venezuela entre 1999 et 2005.